# 細拉 (華盛頓州)
細拉（Selah）位於美國華盛頓州雅基馬縣。2010年美國人口普查時人口為7,147人。

## 資料來源
1. ↑  . United States Census Bureau.   [2008-01-31].
2. ↑  . United States Geological Survey. 2007-10-25  [2008-01-31].

## 外部連結
- （英文）細拉市網站 （页面存档备份，存于）
- （英文）發現細拉 （页面存档备份，存于）
- （英文）細拉圖書館
- （英文）雅基馬家庭時報 （页面存档备份，存于）
- （英文）細拉日慶典 （页面存档备份，存于）
- （英文）Tree Top （页面存档备份，存于）
- （英文）細拉學區 （页面存档备份，存于）
- （英文）雅基馬谷會議旅遊局 （页面存档备份，存于）